# Neocolpoptera portoricensis
Neocolpoptera portoricensis är en insektsart som beskrevs av Dozier 1931. Neocolpoptera portoricensis ingår i släktet Neocolpoptera och familjen sköldstritar. Inga underarter finns listade i Catalogue of Life.